# Luigi Paolucci
Luigi Paolucci (Ancona, 23 marzo 1849 – Ancona, 1935) è stato uno scienziato e naturalista italiano.
Il suo nome è legato alla fondazione del Museo regionale marchigiano di storia naturale. I suoi punti di riferimento, dal punto di vista scientifico, furono Linneo e Darwin. Studioso anche di fonetica e di linguistica, fu autore, tra l’altro, di un manuale di lingua spagnola.

## Vita e pensiero

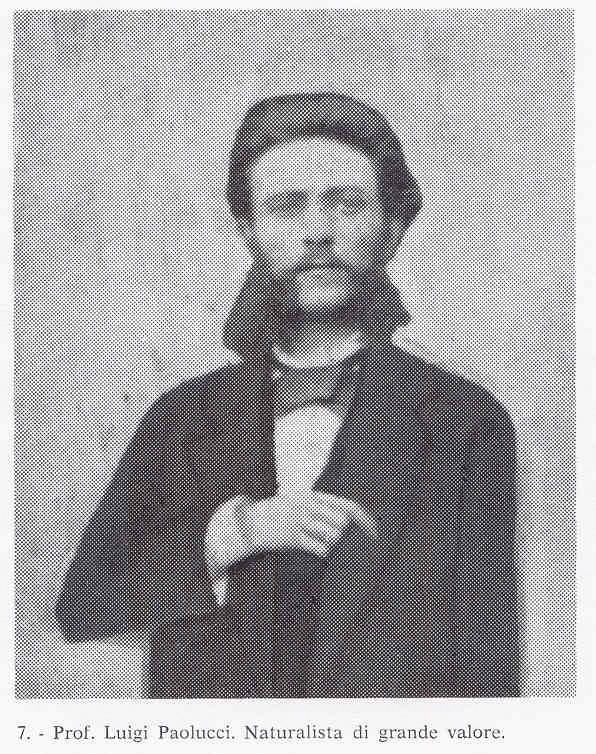
Ritratto fotografico giovanile di Luigi Paolucci.

La vecchia sede del Regio Istituto Tecnico-Navale "Grazioso Benincasa", che accolse per decenni il Museo regionale marchigiano di storia naturale oggi intitolato al Paolucci, nell'attuale via Francesco Podesti di Ancona.

Il suo anno di nascita, il 1849, è quello dell'assedio austriaco ad Ancona. Il padre, veterinario e appassionato naturalista, è l'autore dei primi trattati di veterinaria ed è docente alla Scuola Provinciale Preparatoria di Veterinaria. Nel 1865 si iscrisse alla Scuola provinciale preparatoria di veterinaria. Giovanissimo si laureò in veterinaria a Bologna, insegnando poi storia naturale per moltissimi anni nel Regio istituto tecnico-navale "Grazioso Benincasa" di Ancona, di cui fu preside dal 1906 al 1923.
Nel 1878 ebbe con Darwin una breve, ma interessante corrispondenza. Dopo aver studiato i testi del grande scienziato inglese, Paolucci era diventato un sostenitore delle nuove idee evoluzionistiche e decise di scrivergli. La corrispondenza riguardava gli studi del Paolucci sul canto degli uccelli, studi che lo scienziato inglese aveva apprezzato. Quando il Paolucci ebbe un figlio, lo chiamò Carlo (anch'egli apprezzatissimo naturalista), "in onore e memoria dei due più grandi naturalisti del mondo: Linneo e Darwin".
Per la sua competenza fu consigliere della Società regia di veterinaria per le Marche e direttore del Gabinetto di Scienze naturali di Ancona, del quale accrebbe notevolmente le collezioni fino a farlo diventare il Museo regionale marchigiano di storia naturale, che oggi porta il suo nome. Raccolse l'Erbario marchigiano, rassegna completa della flora della regione, tuttora il più importante delle Marche e uno dei principali d'Italia.
Nella sua città natale fu anche professore e poi preside del Regio istituto tecnico-navale Grazioso Benincasa, consigliere provinciale sanitario, consigliere ed assessore comunale e collaboratore del consorzio agrario. Insieme ai suoi alunni effettuava spesso esplorazioni didattiche nella zona del Conero; secondo alcuni autori, scoprì insieme ai suoi studenti, nel corso di un'esplorazione della costa in battello, un raro esemplare di proteo all'interno della grotta degli Schiavi del monte Conero, allora celebre meraviglia naturale della costa delle Marche, poi scomparsa a causa di un evento franoso negli anni '30 del XX secolo.
Nel 1923, dopo 50 anni di insegnamento, lasciò la scuola. Il congedo avvenne durante una cerimonia al Teatro delle Muse, in presenza delle autorità, del corpo insegnante e degli allievi del Regio Istituto, oltre ai tanti cittadini che erano accorsi per onorarlo. Dopo il pensionamento proseguì i suoi studi nella sua dimora di Massignano, alle falde dell'amato monte Conero, che aveva tante volte esplorato con i suoi alunni.

## Attualità di Luigi Paolucci
È notevole il fatto che ancor oggi, a distanza di tanti anni, le opere di Paolucci siano ancora consultate e citate in bibliografia dagli studiosi moderni. Alcuni testi sono ancora insuperati e quindi attuali, come la Flora marchigiana e i libri sui fossili terziari. Attuali appaiono le parole di Paolucci che possiamo leggere nell'introduzione a "Nuovi materiali e ricerche critiche sulle piante fossili terziarie dei gessi di Ancona":
Nel 1997, ad iniziativa della Provincia di Ancona, ente proprietario delle collezioni naturalistiche raccolte dal Paolucci, venne aperto ad Offagna, uno dei castelli di Ancona, il Museo di scienze naturali Luigi Paolucci. Il museo, ospitato in locali messi a disposizione dal Comune di Offagna, espone solo una parte delle collezioni originarie, quella che documenta i vari habitat naturali della regione. Il Museo è gestito, dal 2005, dall'Associazione sistema museale della provincia di Ancona.
Nel 2004 l'Erbario marchigiano, sulla base del quale lo scienziato anconetano poté pubblicare nel 1890 la Flora marchigiana, il più completo mai raccolto nella regione, fu affidato dalla Provincia di Ancona al Dipartimento di scienze ambientali dell'Università politecnica delle Marche. L'erbario comprende 3082 reperti essiccati, ordinati in base alle famiglie di appartenenza.
Nel 2009, in occasione del 160º anniversario della nascita di Luigi Paolucci e del 200° della nascita di Charles Darwin (1809-1882) il Sistema museale della provincia di Ancona e l'Istituto tecnico commerciale “Grazioso Benincasa” di Ancona hanno organizzato la mostra La figura di Luigi Paolucci naturalista ed educatore nel 160º anniversario della nascita, con l'esposizione nell'atrio dell'Istituto di documenti e reperti provenienti dal Museo provinciale di scienze naturali “Luigi Paolucci” di Offagna, tra cui la riproduzione della corrispondenza intercorsa tra i due grandi naturalisti, e il seminario di studi su Evoluzionismo: un lungo dibattito scientifico e filosofico. Il pensiero di Darwin nell'etica e nella cultura contemporanea.
Nel 2010, per celebrare i settantacinque anni dalla morte, ad Ancona, sua città natale, fu organizzato il convegno Le ricerche sulla natura delle Marche a 75 anni dalla morte di Luigi Paolucci, fu posta una targa commemorativa nella via della sua prima abitazione (via Indipendenza) e infine, al Teatro delle Muse, si tenne una manifestazione teatrale, musicale e scientifica a lui dedicata. Nello stesso anno fu curata una nuova edizione della "Flora marchigiana", opera ancor oggi insuperata.
Luigi Paolucci ha avuto la ventura di comparire come coprotagonista in un romanzo di Joyce Lussu intitolato "Anarchici e siluri", in cui aiuta Sherlock Holmes a investigare su un mistero nascosto nelle viscere di Monte Conero.

## Pubblicazioni
- 1867 - Il gabinetto di scienze naturali e l'osservatorio meteorologico nel Regio Istituto industriale e professionale di Ancona, con appendice di studi di storia naturale anconitana (coautore Francesco De Bosis)
- 1878 - Il canto degli uccelli
- 1883 - articolo su Rivista di filosofia scientifica, Volume 2, a cura di Enrico Agostino Morselli
- 1890 - Flora Marchigiana, ossia, revisione sistematica e descrittiva delle piante fanerogame spontanee finora raccolte nella regione delle Marche (elenco completo delle specie vegetali presenti nella regione)[10]
- 1896 - Nuovi materiali e ricerche critiche sulle piante fossili terziarie dei gessi di Ancona (premiato dalla Regia Accademia dei Lincei nel 1897)
- 1901 - Sul significato dei nomi volgari attribuiti agli animali e alle piante
- Nomi volgari più comunemente noti delle piante e degli animali
- 1901 - I funghi mangerecci della regione marchigiana con raffronto delle specie velenose affini
- Le pescagioni della zona italiana del Medio Adriatico
- La fillossera in Lombardia

## Ricordano il suo nome
Nella sua città natale, a Luigi Paolucci è dedicata una via, che conduce dal rione di Valle Miano a quello delle Grazie.